# Вилдесхаузен
Вилдесхаузен (њем. Wildeshausen) град је у њемачкој савезној држави Доња Саксонија. Једно је од 15 општинских средишта округа Олденбург. Према процјени из 2010. у граду је живјело 18.766 становника. Посједује регионалну шифру (AGS) 3458014.

## Географски и демографски подаци
Вилдесхаузен се налази у савезној држави Доња Саксонија у округу Олденбург. Град се налази на надморској висини од 19 метара. Површина општине износи 89,5 km². У самом граду је, према процјени из 2010. године, живјело 18.766 становника. Просјечна густина становништва износи 210 становника/km².

## Међународна сарадња
| Мјесто      | Држава               | Врста сарадње | Од    |
| ----------- | -------------------- | ------------- | ----- |
| Елде        | Холандија            | партнерство   | 2000. |
|             | Француска            | партнерство   | 2000. |
| Овер л Амон | Француска            | партнерство   | 2000. |
| Арнаж       | Француска            | партнерство   | 2000. |
| Улрум       | Холандија            | партнерство   | 2000. |
| Луе         | Француска            | партнерство   | 2000. |
| Хартфорд    | Уједињено Краљевство | контакт       | 2000. |
| Еврон       | Француска            | партнерство   | 2000. |
| Евергем     | Белгија              | партнерство   | 2000. |
|             | Пољска               | контакт       | 1995. |
| Извор       |                      |               |       |